# Smittia algerina
Smittia algerina är en tvåvingeart som först beskrevs av Marcuzzi 1950.  Smittia algerina ingår i släktet Smittia och familjen fjädermyggor.
Artens utbredningsområde är Algeriet. Inga underarter finns listade i Catalogue of Life.